# 에이미 오닐

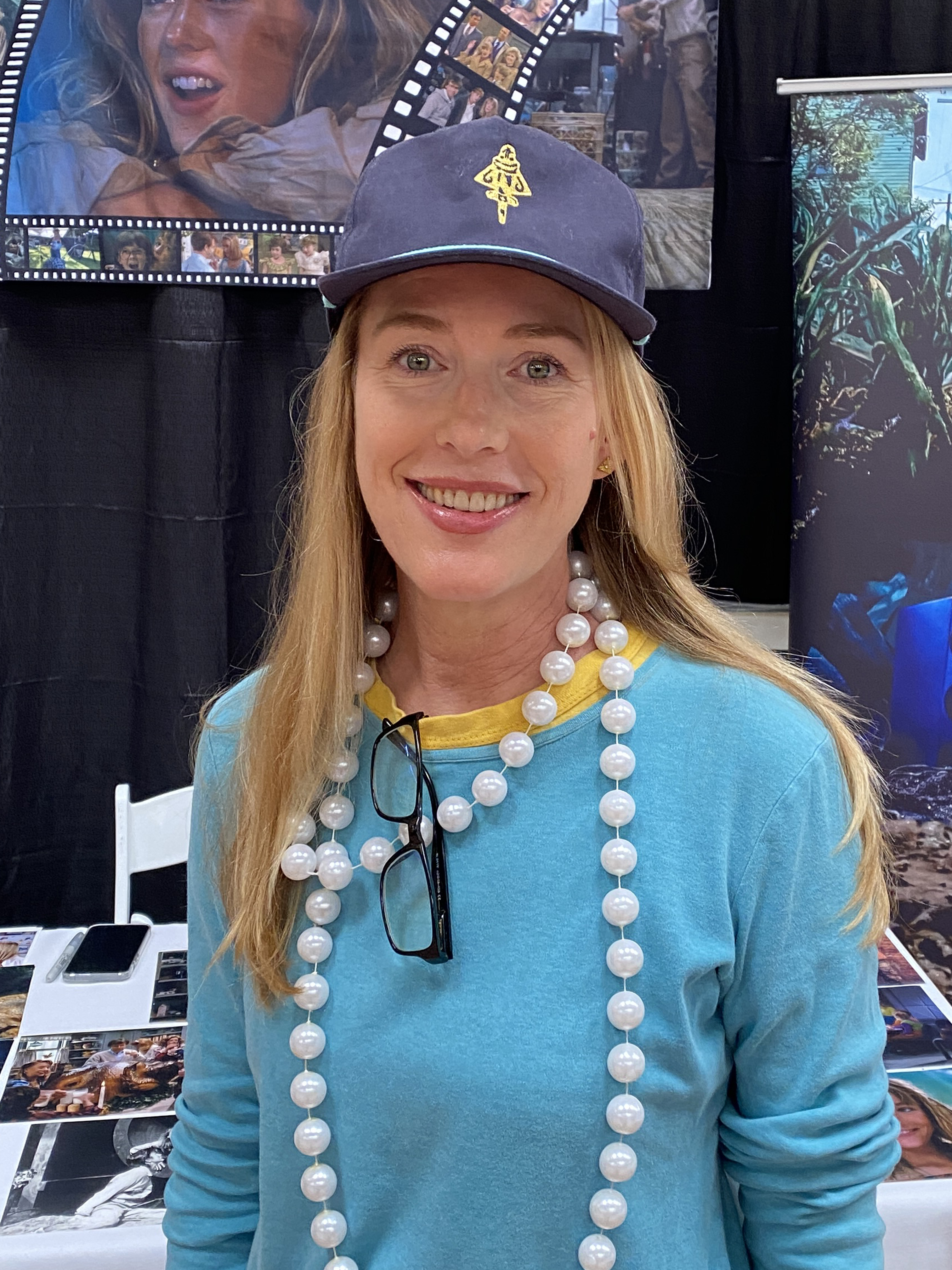

에이미 오닐(Amy O'Neill, 1971년 7월 8일 ~ )은 미국의 배우이다.
퍼시픽팰리세이즈에서 태어났다.

## 출연 작품

### 영화
- 사랑의 랩소디 (1989, Desperate for Love)
- 애들이 줄었어요 (1989)
- 아이가 커졌어요 (1992)
- 화이트 울프 (1993, White Wolves: A Cry in the Wild II)

### 텔레비전
- 더 영 앤 더 레스트리스 (1986)